# Rotrückige Sklavenameise
Die Rotrückige Sklavenameise (Formica cunicularia) aus der Unterfamilie der Schuppenameisen (Formicinae) gehört zur Gattung der Waldameisen (Formica) und dort zur Untergattung der Sklavenameisen (Serviformica).

## Merkmale
Die Arbeiterinnen sind 5 bis 7 Millimeter groß, die Königinnen 8 bis 10 Millimeter und die Männchen 8 bis 10 Millimeter.
Die Gaster und der Kopf sind mattschwarz bis grau, der Thorax ist leicht rötlich mit unterschiedlich starker Rotfärbung. 
Diese Art kann man leicht mit der Rotbärtigen Sklavenameise (Formica rufibarbis) oder Formica clara verwechseln. Jedoch besitzt der Thorax der Gynen dieser Arten einen größeren Rotanteil.

## Verbreitung
Das Verbreitungsgebiet von Formica cunicularia erstreckt sich über weite Teile Europas und reicht bis in den Südwesten von Sibirien. In den Alpen kommt sie bis zu einer Höhe von 1800 Metern vor.
Die Art ist in ganz Deutschland planar bis montan weit verbreitet und ein anpassungsfähiger Kulturfolger. Vor allem in Brandenburg, Mecklenburg-Vorpommern, Sachsen-Anhalt, Sachsen, Thüringen, Nordwestbayern, Südhessen und dem Osten von Rheinland-Pfalz ist Formica cunicularia weit verbreitet und häufig.

## Lebensraum
Die Rotrückige Sklavenameise besiedelt xerotherme Habitate, wie thermophile, gut besonnte Wiesen, Trockenwiesen und lebt auch im randurbanen Bereich, z. B. an und unter Straßen, dringt aber nicht so weit in urbane Lebensräume vor wie die Rotbärtige Sklavenameise.

## Biologie
Diese Ameise ist verhältnismäßig furchtsam und flüchtig, volkreiche Nester können aber bei der Verteidigung aggressiv sein. Formica cunicularia ist nicht territorial.
Formica cunicularia dient als Wirt für verschiedene sozialparasitäre Ameisen, wie Formica sanguinea.
Die Entwicklungsdauer der Arbeiterinnen beträgt zwei Monate.
Formica cunicularia hält eine Winterruhe von Oktober bis März. Die Geschlechtstiere schwärmen zwischen Ende Juni und Anfang August am frühen Vormittag.

### Ernährung
Hauptsächlich zoophag von anderen Insekten und Spinnentieren, trophobiotisch, aber auch nektarivor.

### Nestbau
Die Nester dieser Ameise sind unterirdisch und meist einfache Erdnester ohne Nesthügel. Bei dichtem Grasbewuchs werden aber auch Erdhügel errichtet. Die Nester befinden sich manchmal unter größeren Steinen. Die Kolonien bestehen aus 1000 bis 1800 Arbeiterinnen und sind monogyn, selten schwach polygyn. Kolonien die mehrere Nester umfassen sind unbekannt. Die Nestgründung erfolgt claustral durch eine einzelne Königin, aber auch in Pleometrose.

## Systematik
Formica cunicularia bildet zusammen mit Formica rufibarbis, Formica clara und fünf weiteren Arten die Formica-rufibarbis-Gruppe innerhalb der Sklavenameisen.

### Synonyme
Folgende Namen sind jüngere Synonyme für Formica cunicularia:
- Formica fusca var. rubescens
- Formica cunicularia fuscoides